# Notiospathius protenus
Notiospathius protenus är en stekelart som beskrevs av Marsh 2002. Notiospathius protenus ingår i släktet Notiospathius och familjen bracksteklar. Inga underarter finns listade i Catalogue of Life.